# Ляльки Японії
Японські ляльки (яп. 日本人形, «людська форма») — це збірне поняття, яке об'єднує ляльок, зроблених по технологіях традиційних японських ремесел, та одягнутих в національне кімоно, з традиційними японськими зачісками.
Існують різні типи традиційних ляльок, деякі зображують дітей і немовлят, деякі імператорський двір, воїнів і героїв, казкових персонажів, богів і демонів (дуже рідко), а також японців повсякденного життя. Багато з японських ляльок з'явилися у давні часи та досі виготовляються для домашніх храмів, офіційних подарунків або для святкових урочистостей, таких як Хінамацурі (фестиваль ляльок) або День захисту дітей. Деякі ляльки виготовляють як місцеві сувеніри, щоб бути придбаними паломниками або туристами.

## Історія
Японці ще в стародавні часи використовували ляльки. В стародавній культурі Дзьомон в Японії (8000–200 рр. до н. е.) створювалися глиняні догу, які ховали разом з мертвими. У період Ямамото (300—592 рр. нашої ери) сотні глиняних фігурок були поховані навколо курганів (кофун) імператорів і вельмож. Експерт Алан Пейт зазначає, що в храмових записах III століття до нашої ери йдеться про виготовлення ляльки з трави, яку потрібно благословити та кинути в річку біля храму Ісе. Цей звичай лежить в основі сучасного фестивалю ляльок Хінамацурі.
Можливо саме з Японії почалась спадкоємність у створенні гуманоїдних фігур. В епоху Кофуна фігурка Ханіва є також найкращим прикладом початку створення ляльок. Японський ляльковий театр Бунраку підніс ляльку Джорурі до рівня мистецтва. На початку одинадцятого століття, на піку періоду Хейан, вже було визначено кілька типів ляльок, як відомо з роману леді Мурасакі «Повість про Генджі». Дівчата грали з ляльками та ляльковими будиночками; жінки виготовляли ляльки-обереги для своїх дітей чи онуків; ляльки використовували в релігійних церемоніях, беручи на себе гріхи людини, до якої вони торкалися. В період Муроматі з'явилися м'які ляльки Хоко, які дарували молодим жінкам, а особливо вагітним жінкам, щоб захистити як матір, так і ненароджену дитину.
Окіагарі-кобоші — це іграшки з пап'є-маше, що датуються принаймні 14 століттям. Це обереги на удачу та символи наполегливості та стійкості.
Ймовірно, першими професійними майстрами ляльок були храмові скульптори, які за допомогою своєї майстерності спочатку створювали дерев'яні зображення дітей.
Саме в період Едо (близько 1603—1867 рр) з'явилася більшість традиційних ляльок. Під час цього періоду, коли Японія була закрита для більшості торгівлі, з'явилися як чудові лялькарі, так і споживачі їх продукції — заможні люди, які платили за найкрасивіші набори ляльок для демонстрації у своїх будинках або як цінні подарунки. Набори ляльок стали включати більші та складніші фігури. Конкурентна торгівля в кінцевому підсумку була врегульована урядом, а це означало, що майстрів ляльок можна було заарештувати або вигнати за порушення норм виготовлення ляльок.
Що стосується рівня екзорцизму чи заклинання, то японці також використовували ляльки. Хоча цей звичай частіш за все використовувався для комерції, концепція молитви за мрії та щастя через ляльок все ще існує.

## Типи ляльок Японії

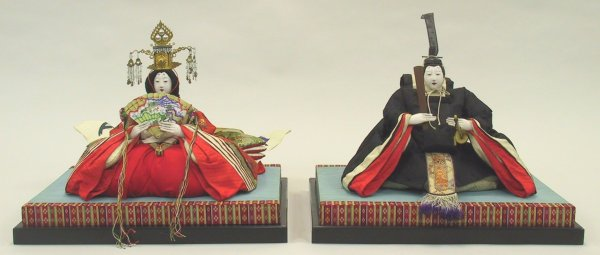
Ляльки Хіна

Ляльки Хіна — це ляльки для Хінамацурі, свята ляльок 3 березня. Вони можуть бути виготовлені з багатьох матеріалів, але класична лялька Хіна має пірамідальне тіло зі складного багатошарового текстилю, набитого соломою та/або дерев'яними блоками, різьблені дерев'яні руки. (і в деяких випадках ноги), покриті гофуном, і голова з різьбленого дерева або литої деревини, покритої гофуном, з вставленими скляними очима (хоча приблизно до 1850 року очі були вирізьблені на гофуні та намальовані) і людські або шовкові волосся. Повний набір складається щонайменше з 15 ляльок, що представляють певних персонажів, з багатьма аксесуарами. Основним «набором» Ляльок Хінає є пара чоловік-жінка, яку часто називають Імператором і Імператрицею.
Ляльки Кінтаро пропонують японським дітям під час свята Танго но Секку (фестиваль Ірису), щоб вселити в них хоробрість і силу легендарної дитини Кінтаро.

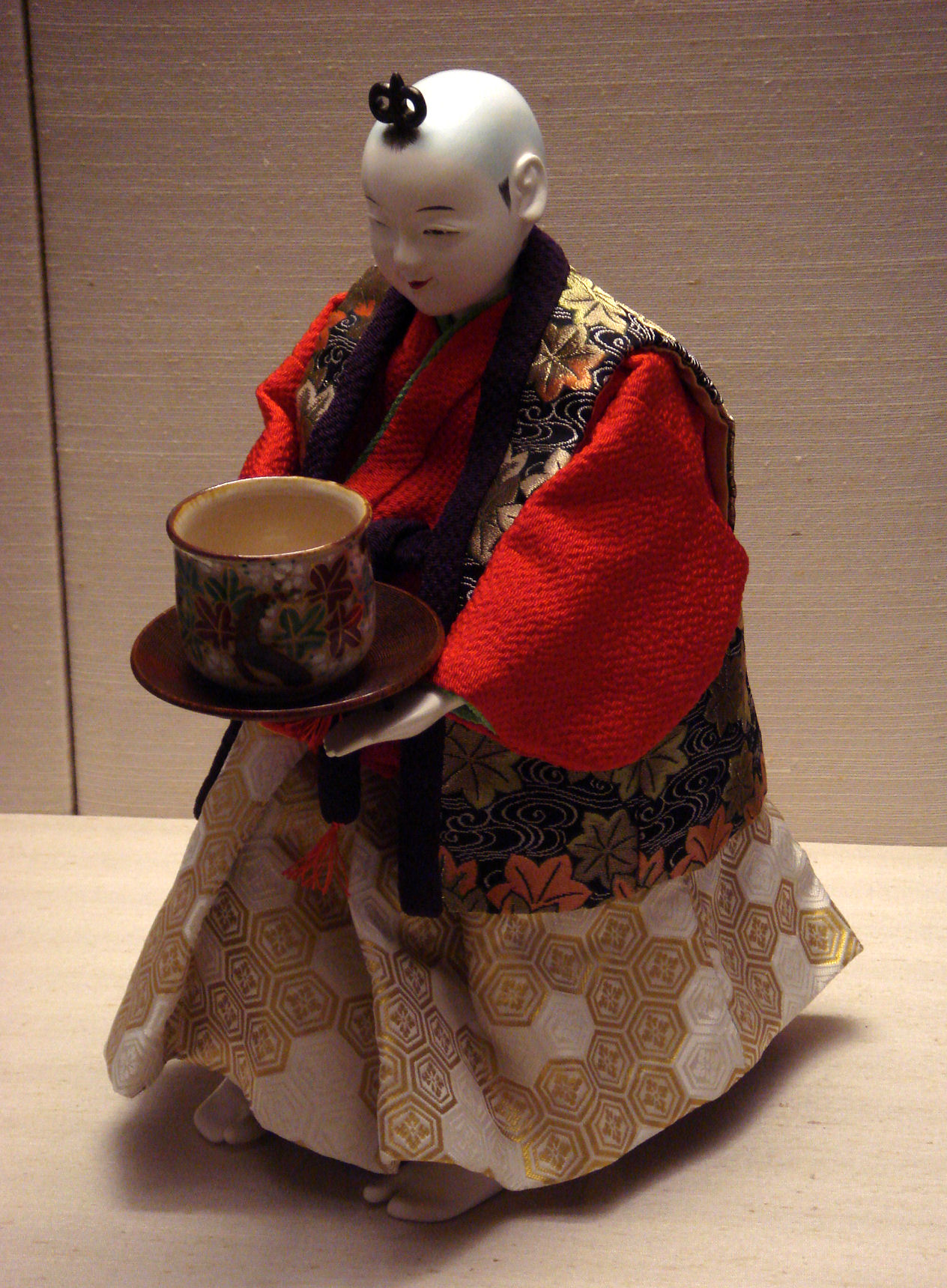
Механічна лялька, виготовлена приблизно в 1800 році. Зараз знаходиться в колекції Британського музею в Лондоні, Англія.

Ляльки Каракурі — традиційні японські механізовані ляльки. Лялька оснащена автоматичними механізмами (механізмами), які можуть змушувати ляльку виконувати певні дії людини. Жести ляльок були формою розваги. Вважається, що назва каракурі походить від японського дієслова karakuru, що означає «тягнути, розтягувати та рухати нитку». З 17 — го по 19 — го століття, то період Едо був епохи, ляльки були найбільш популярні. Сьогодні у продажу є Каракурі, відтворені за старовинними кресленнями. Один із виробників таких реплік — японська компанія Gakken, що випускає три моделі «хлопчик-лучник», «акробат» і «слуга, що підносить чай».
Ляльки Кокеші виготовляються вже 150 років і походять з Північного Хонсю, головного острова Японії. Спочатку вони виготовлялися як іграшки для дітей фермерів. У них немає ні рук, ні ніг, але велика голова і циліндричне тіло. З простої іграшки вона стала відомим японським сувеніром.
Ляльки Кімекомі виготовляються з дерева. Прабатьками ляльок Кімекомі є ляльки Камо («вербове дерево»), маленькі ляльки, вирізані з верби та прикрашені клаптями тканини. Кімекомі відноситься до методу виготовлення ляльок. Вони починаються з різьбленої та/або формованої основи з дерева, композитного дерева або (у деяких сучасних ляльок) пінопласту. Розмічається конструкція з різних візерункових клаптиків тканини, а основа має жолобки, щоб в них можна було заховати краї тканини. Тканина наклеюється, а краї заправляються. Голова і руки (якщо є) ляльки зазвичай оброблені гофун; волосся може бути частиною формованої голови або бути окремою перукою. Ці ляльки стали дуже популярним ремеслом, і можна придбати набори з готовими головами. Цей метод також використовують деякі з японських авангардних майстрів ляльок, які адаптують старі матеріали до нових уявлень.

Лялька Бунраку під час вистави

Ляльки Бунраку — це театральна лялька, яка конкурувала з театром Кабукі, і збереглася донині.
Ляльки Ікі — це реалістичні ляльки в натуральну величину, використовувались в вуличних виставах. Художники створювали Ікі-нінгьо для шокування глядачів — наприклад, для сценки «фігура, що лежить у калюжах власної крові». Ляльки сприяли формуванню надзвичайного почуття реалізму.
Ляльки Ічімацу схожа на маленьких дівчаток або хлопчиків, з тілесним кольором шкіри та скляними очима. Ляльки Ічімацу мали з продумано зроблені суглоби або гнучкі тканинні руки і стегна, для того, щоб їх можна було переодягати. Зазвичай її продавали оголеною, а костюм потім купував або створював покупець.

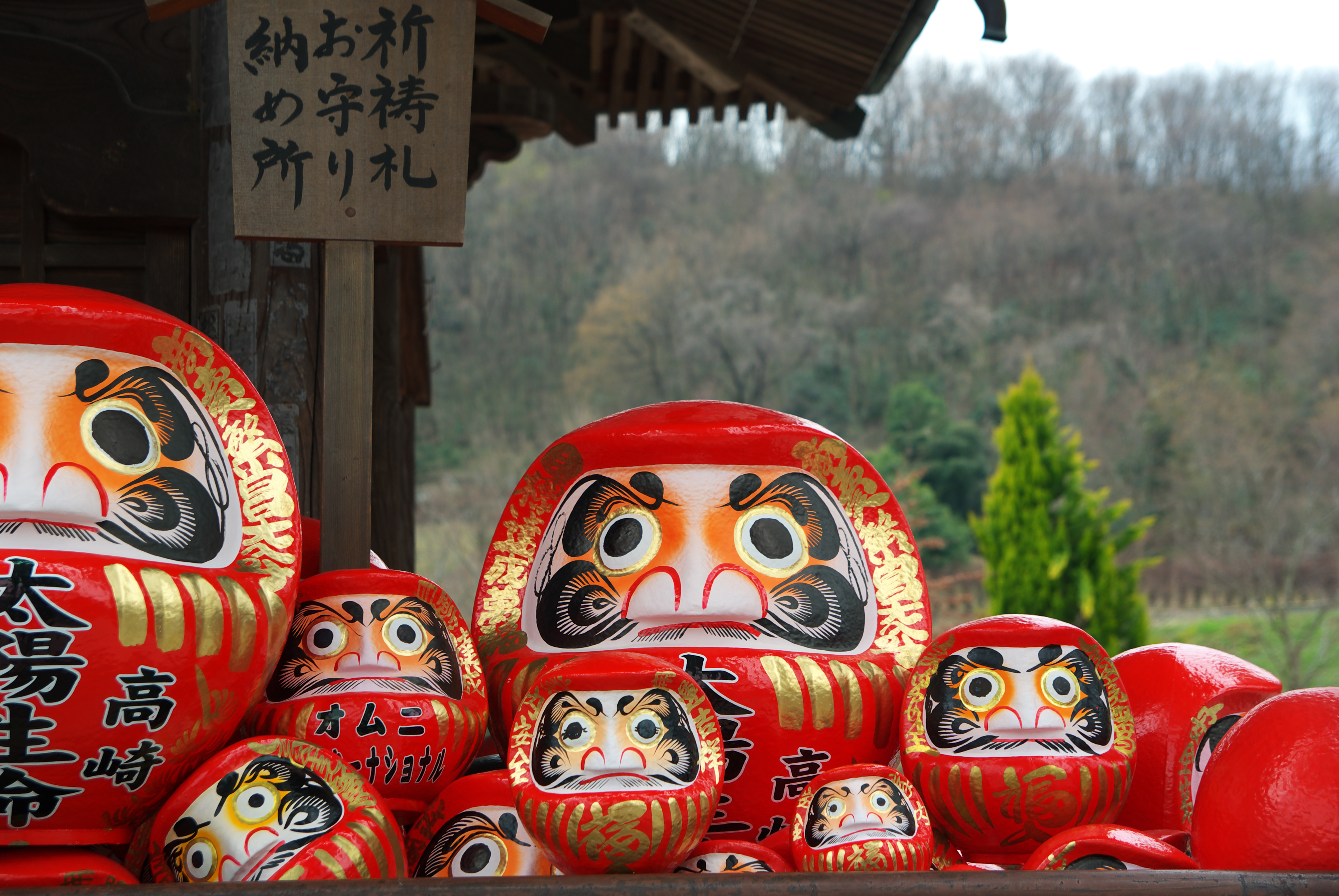
Ляльки Дарума, храм у Такасакі

Ляльки Дарума — це кулясті ляльки з червоними тілами і білими обличчями, в середині порожні. Ляльку Дарума малювали з обличчям Бодхідхарми, засновника дзен-традиції буддизму. Незважаючи на те, що дехто вважає Даруми іграшкою, вона має дизайн, багатий символікою і розглядається як талісман удачі для японців. Ляльки Дарума вважаються символом наполегливості та удачі, що робить їх популярним подарунком підбадьорення. Лялька також була комерціалізована багатьма буддійськими храмами як талісман для здійснення цілей.
 Ляльки Гошо показують товстих, милих малюків у спрощеному вигляді. Основний Гошо — це майже голий сидячий хлопчик, з вирізьбленими частинами тіла, з дуже білою шкірою. Хоча гошо з вишуканим одягом, зачіскою та аксесуарами, як жіночими, так і чоловічими, також був популярним. Вони розвивалися як дари, пов'язані з імператорським двором, а «гошо» можна було перекласти як «палац» або «двір».

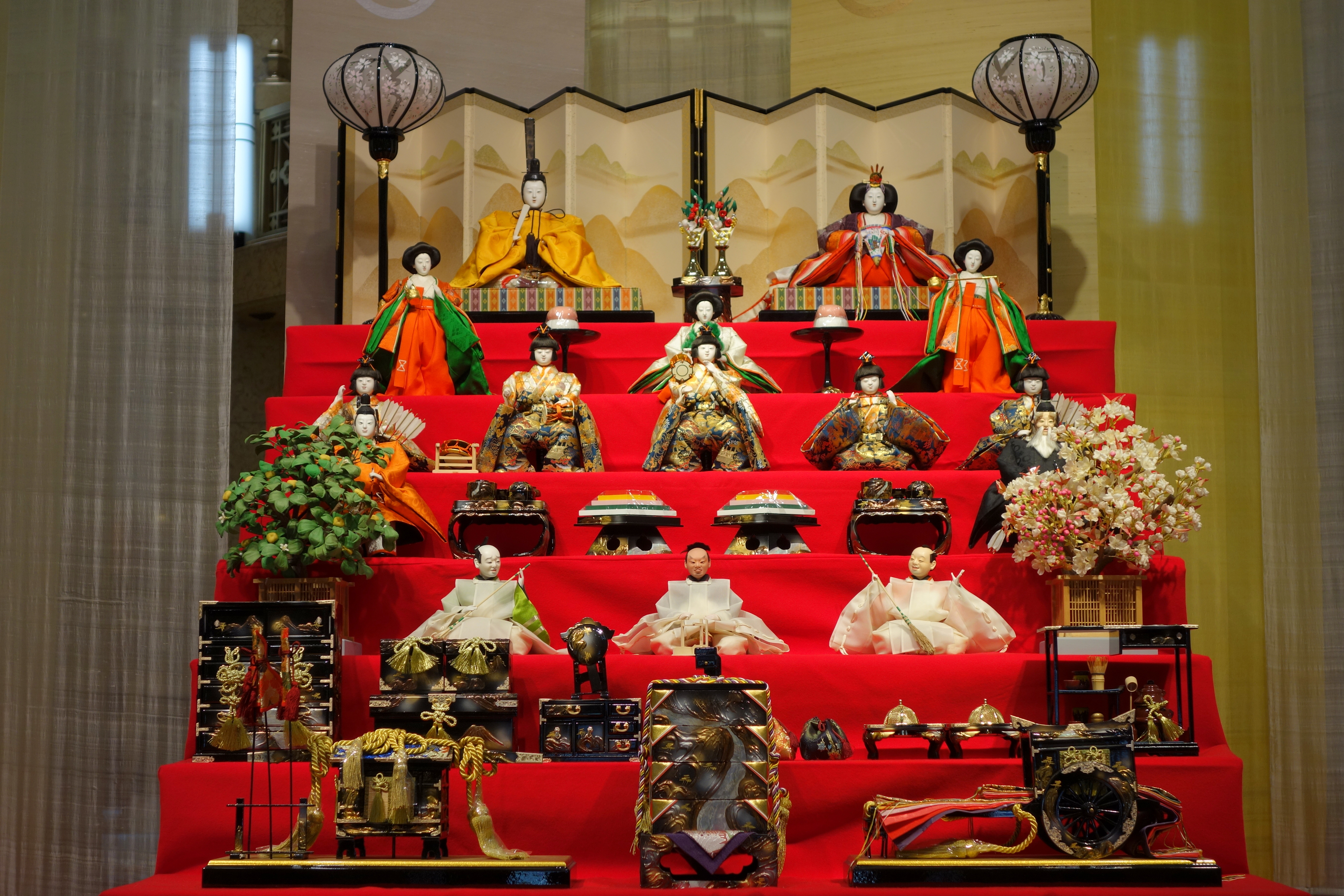
Семирівневий набір ляльок Хіна

Муша, або ляльки-воїни, зазвичай виготовляються з матеріалів, подібних до ляльок Хіна, але конструкція часто є складнішою, оскільки ляльки сидять, стоять або їздять на конях. Ляльки-воїни виготовляються для національного свята День дітей. Обладунки, шоломи та зброя виготовляють з лакованого паперу, часто з металевими акцентами. Немає зазначеного «набору» таких ляльок. Зазвичай роблять ляльки імператора та імператриці, прем'єр-міністра, генералів, а також казкові фігури, такі як хлопчик-персик Момотаро або Золотий хлопчик Кінтаро.
Ляльки Хаката — керамічні ляльки-статуетки. Перші подібні статуетки, згідно з однією з легенд, виготовляли у префектурі Фукуока початку XVII века. Виготовлені ляльки реалістичні, ніжні за кольором, з чітко виконаними формами тіла, деталей одягу. Статуетки показують різних людей: від дітей до старих, артистів кабукі, борців сумо та інше. Такі ляльки досить популярні серед публіки. У 1900 року ляльки Хакату демонструвалися на Паризькій виставці.
Лялька Хоко — м'яка лялька-оберіг, яку дарують дітям і вагітним жінкам в Японії для захисту матері та дитини. Традиційно ляльки Хоко виготовляли із шовку та людського волосся та набивали бавовною. Ляльки робили як для хлопчиків, так і для дівчаток.

## Додаткова інформація
Хіна Мацурі в Японії [Архівовано 11 листопада 2021 у Wayback Machine.] — японською мовою
Колекція азійських артефактів Оксфордського коледжу (колекція японських ляльок) в Оксфордському коледжі університету Еморі